# 아맘바이주

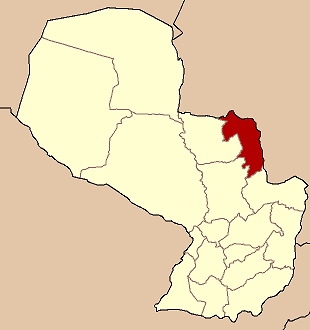
아맘바이 주의 위치

아맘바이주(스페인어: Departamento de Amambay)는 파라과이 북동부에 위치한 주로 주도는 페드로후안카바예로이며 면적은 12,933km2, 인구는 156,248명(2009년 기준), 인구 밀도는 12명/km2이다.
서쪽으로는 콘셉시온 주와 산페드로 주, 남쪽으로는 카닌데유 주와 접하며 동쪽과 북쪽으로는 브라질과 국경을 접한다. 5개 현을 관할한다.

주기
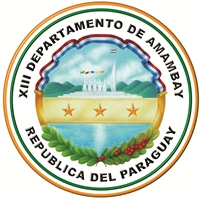
주 문장